# Česká zbrojovka Strakonice

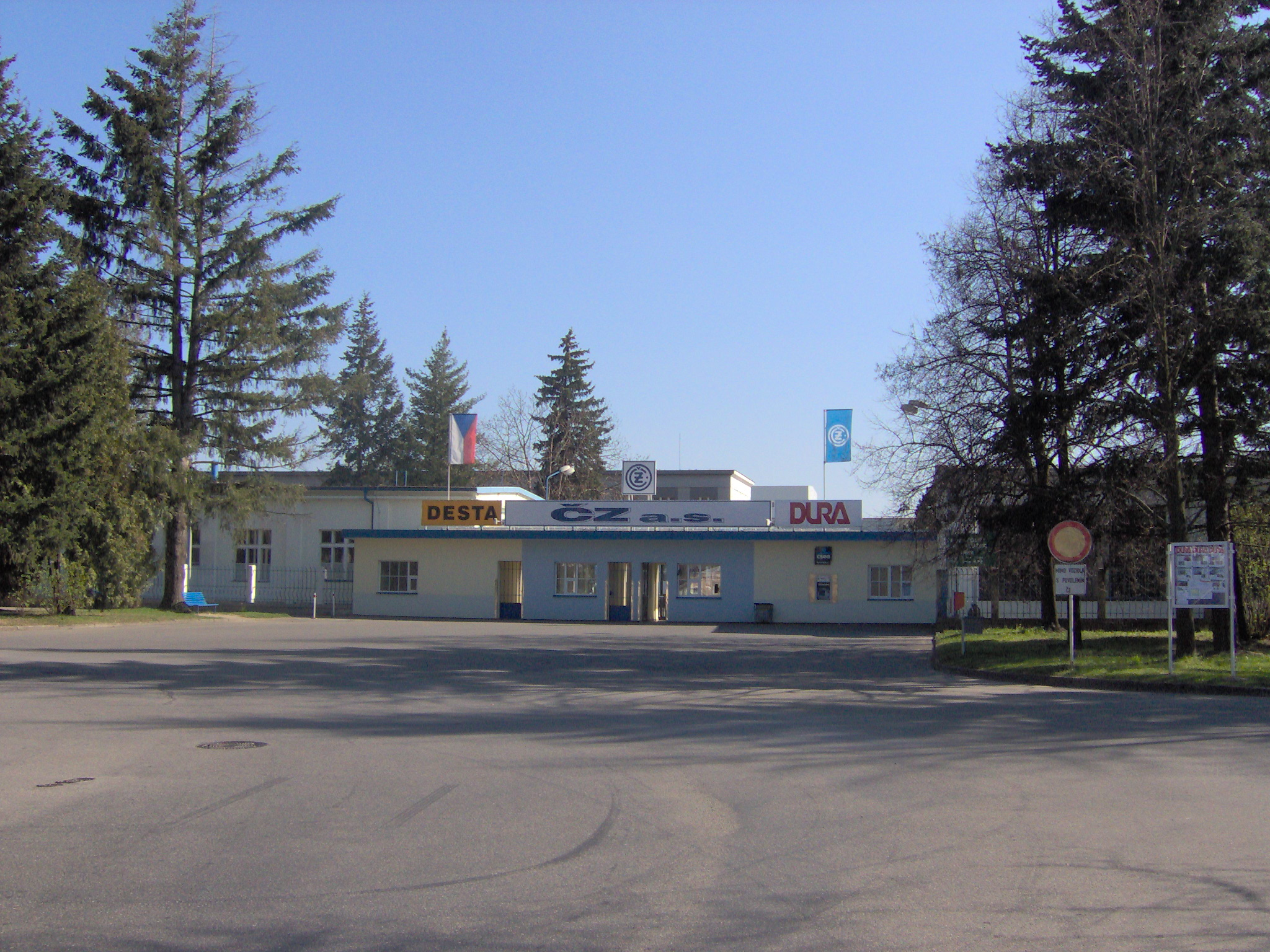
Чешский оружейный завод в Страконице

Чешский оружейный завод в Страконице (чеш. Česká zbrojovka Strakonice) — завод по производству мотоциклов в городе Страконице (Чехия). С основания в 1922 году по 1946 год выпускал стрелковое оружие, но затем оружейный филиал отделился в компанию Česká zbrojovka Uherský Brod.

## История предприятия
Предприятие по производству стрелкового оружия в городе Страконице было построено в 1919 году и первоначально называлось Jihočeská zbrojovka (Южно-Чешский оружейный завод). В 1922 году путём слияния с другими аналогичными предприятиями возникло акционерное общество Česká zbrojovka v Praze továrny ve Strakonicích (Чешский оружейный завод в Праге предприятия в Страконице). Торговой маркой компании стала аббревиатура CZ (ЧеЗет).
В середине 1920-х годов компания начала осваивать и гражданскую продукцию, в частности велосипеды. В 1929 году был выпущен первый мотовелосипед с двигателем объёмом 76 см³, за характерную форму цилиндра прозванный Kaktus.
Хороший спрос на мотовелосипеды побудил руководство компании к дальнейшему развитию этого непрофильного направления. В 1934 году предприятием в г. Страконице на рынок был выпущен первый мотоцикл CZ с одноцилиндровым двухтактным двигателем объёмом 172 см³. В 1936 году было освоено производство более мощных мотоциклов объёмом двигателя 250 см³, а в 1938 году объёмом двигателя 350 см³.
В 1946 году завод был национализирован. Производство оружия на нём было прекращено.
После Второй мировой войны завод освоил производство новых моделей мотоциклов с трубчатой рамой и телескопической вилкой. Однако, головным предприятием по производству мотоциклов в ЧССР стала Ява. В связи с этим, мотоциклы CZ были унифицированы с моделями Явы и с 1954 по 1959 годы выпускались под маркой Jawa-ČZ. В 1960 году марка CZ была восстановлена.
Помимо мотоциклов Чешска зброёвка Страконице с 1957 по 1964 годы выпускала мотороллеры Čezeta (Чезета) с одноцилиндровым двухтактным двигателем объёмом 175 см³. Мотороллеры оказались настолько удачными, что их производство по лицензии было организовано в других странах мира, в том числе в Новой Зеландии под маркой N-Zeta.
Мотоциклы ČZ и мотороллеры Čezeta экспортировались в СССР, где пользовались достаточно высоким спросом.
Мировую известность мотоциклам CZ принесли успехи в спорте, в особенности в мотокроссе. В 1962 году предприятие выпустило кроссовый мотоцикл с одноцилиндровым двухтактным двигателем объёмом 250 см³. На этом мотоцикле бельгийский гонщик Жоэль Робер завоевывал титулы чемпиона мира в 1964, 1968 и 1969 годах. В 1964 году на нём же завоевал третье место в чемпионате мира Виктор Арбеков. А в 1965 году он первым из советских гонщиков завоевал титул чемпиона мира по мотокроссу. В классе 500 см³ на мотоцикле CZ чемпионом мира по мотокроссу в 1967 и 1968 годах становился гонщик из ГДР Пауль Фридрихс. С 1947 по 1982 год команда Чехословакии на мотоциклах CZ неоднократно побеждала и в шестидневных соревнованиях Эндуро.
В 1992 году предприятие было преобразовано в акционерное общество. Распад СЭВ и Чехословакии вызвал серьезные трудности со сбытом мотоциклов CZ. В начале 1990-х предприятие выкупила итальянская компания Cagiva. Она наладила на предприятии производство собственных моделей мотоциклов Roadster 125 и W8. Однако, в 1998 году Каджива оказалась в финансовом кризисе и была вынуждена прекратить производство мотоциклов в Чехии.
На начало 2014 года предприятие в Страконице называется ČZ a.s. и производит турбонагнетатели для автомобилей и вилочные погрузчики DESTA.
В 2013 году небольшая компания Čezeta motors s.r.o. в Праге организовала производство мотороллеров с электрическим приводом Čezeta 506, по своему дизайну напоминающих старые модели Чезеты.

## Модели
Мопеды
- ČZ 76 Кактус (1932—1933)
- ČZ 98 тип 1 (1933)
- ČZ 98 тип 2 (1934—1935)
- ČZ 98 třírychlostní (1937—1946)

Мотоциклы
- ČZ 175 jednovýfuk (1935)
- ČZ 175 přírubová (1936—1937)

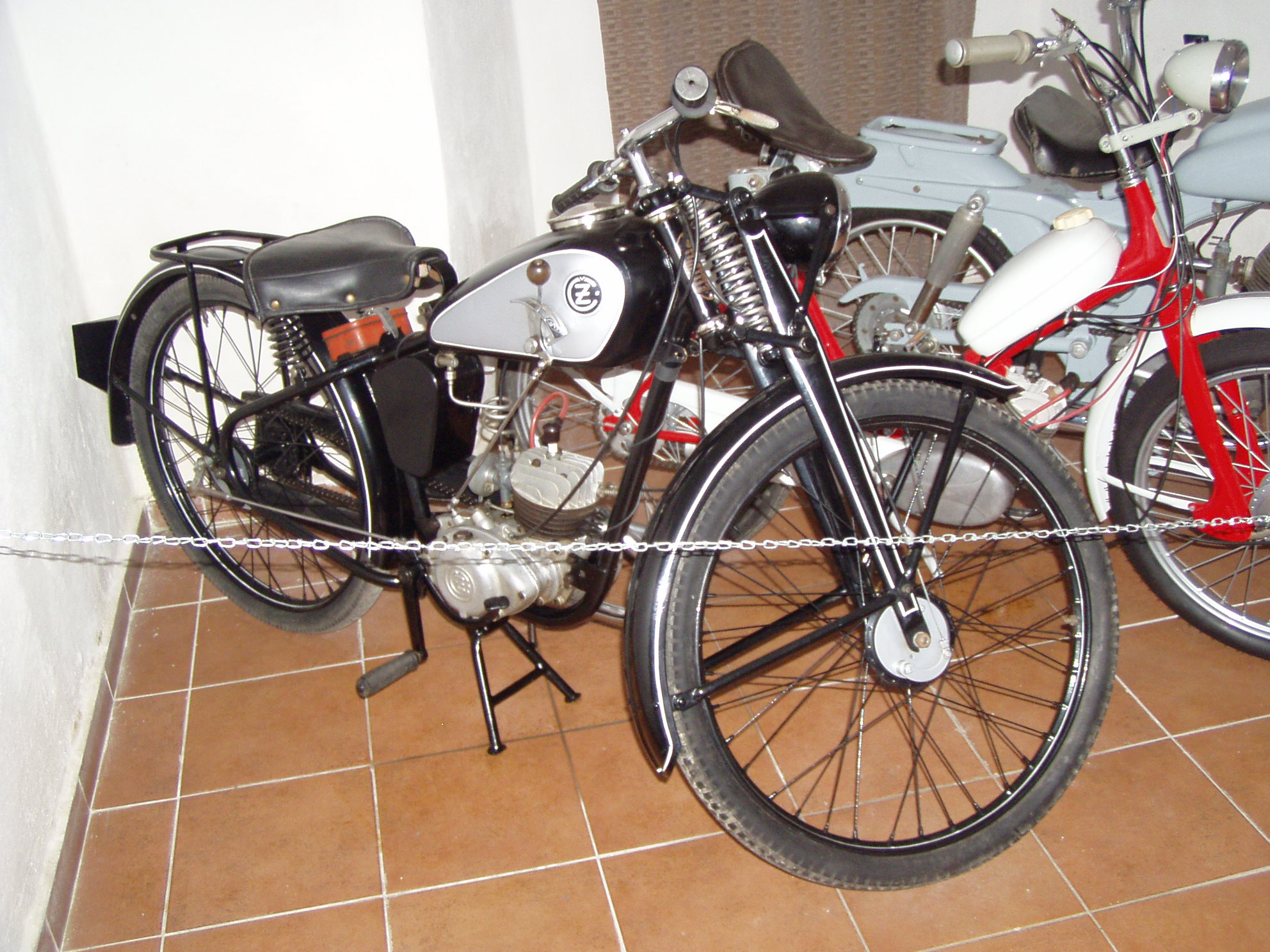
ČZ 98 (1938)

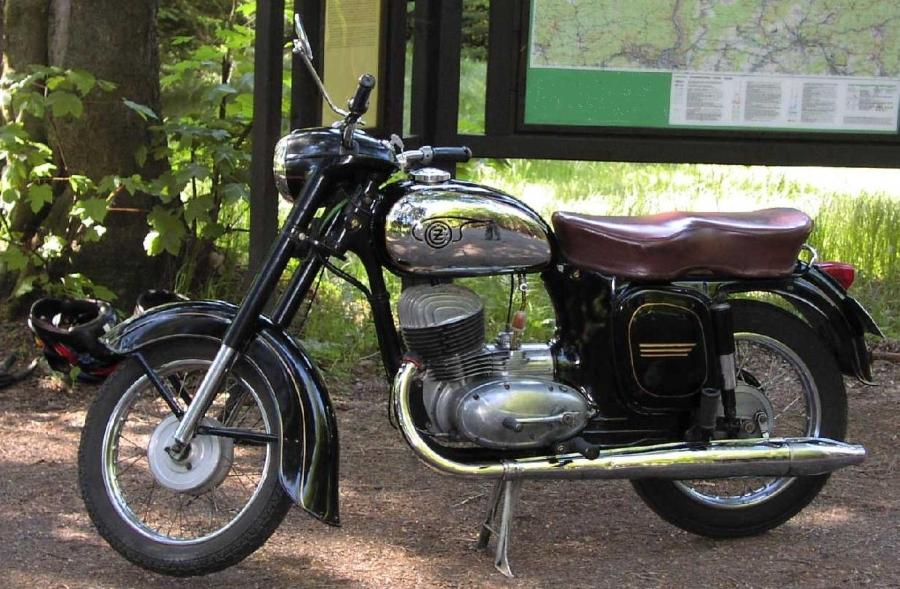
ČZ 250 тип 455

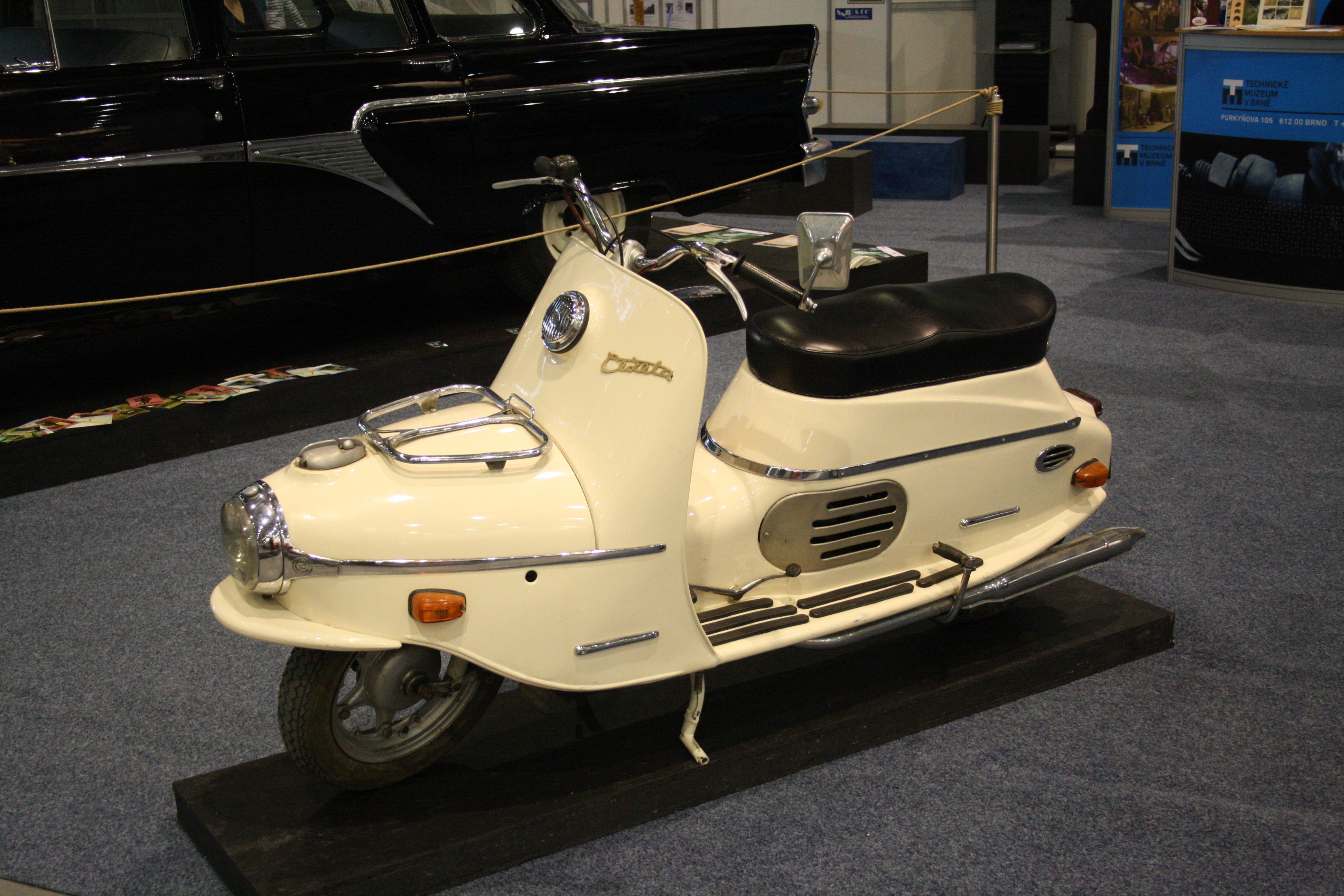
Čezeta 502

- ČZ 250 Tourist přírubová (1936—1937)
- ČZ 175 (1937—1939)
- ČZ 250 Спорт (1937—1946)
- ČZ 250 Турист (1937—1940)
- ČZ 350 Турист (1938—1939)
- ČZ 500 Турист (1938—1941)
- ČZ 125 A (1946—1947)
- ČZ 125 B (1947)
- ČZ 125 T (1948—1949)
- ČZ 125 C (1950—1953)
- ČZ 150 C (1950—1953)
- Jawa-CZ 125 тип 351 (1954—1959)
- ČZ 175 тип 501 (1957—1959)
- ČZ 175 тип 502 (1960—1964)
- ČZ 175 тип 505 (1960—1964)
- ČZ 125 тип 453 и 473 Спорт (1961—1969)
- ČZ 175 тип 450 и 470 Спорт (1961—1969)
- ČZ 250 тип 455 и 475 Спорт (1961—1965)
- ČZ 125 тип 476
- ČZ 175 тип 477
- ČZ 250 тип 471
- ČZ 350 тип 472
- ČZ 175 тип 487
- Cagiva W8 (1992—1995)
- Cagiva Roadster 125 (1994—1998)

Мотороллеры
- Čezeta 501 (1957—1964)
- Čezeta 502 (1960—1964)
- Čezeta 505 (1962—1963)

## Галерея

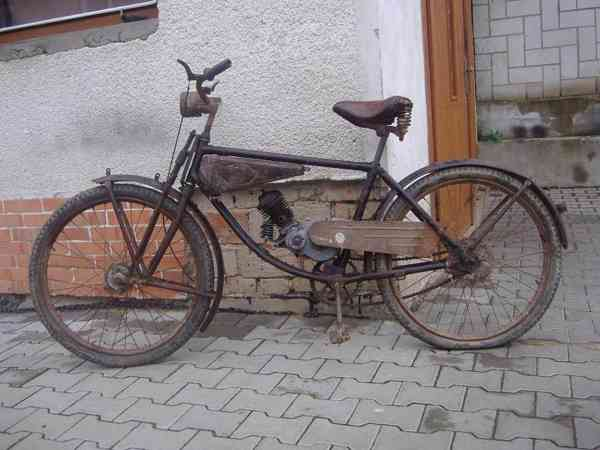
ČZ 98, тип 1
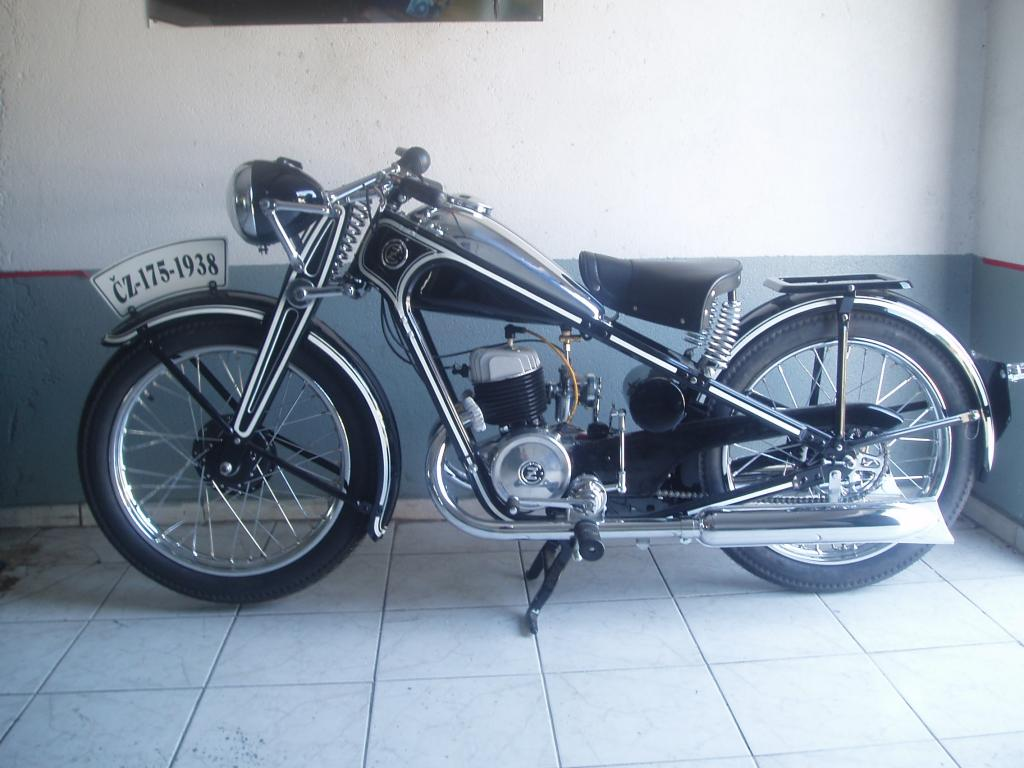
ČZ 175 (1938)
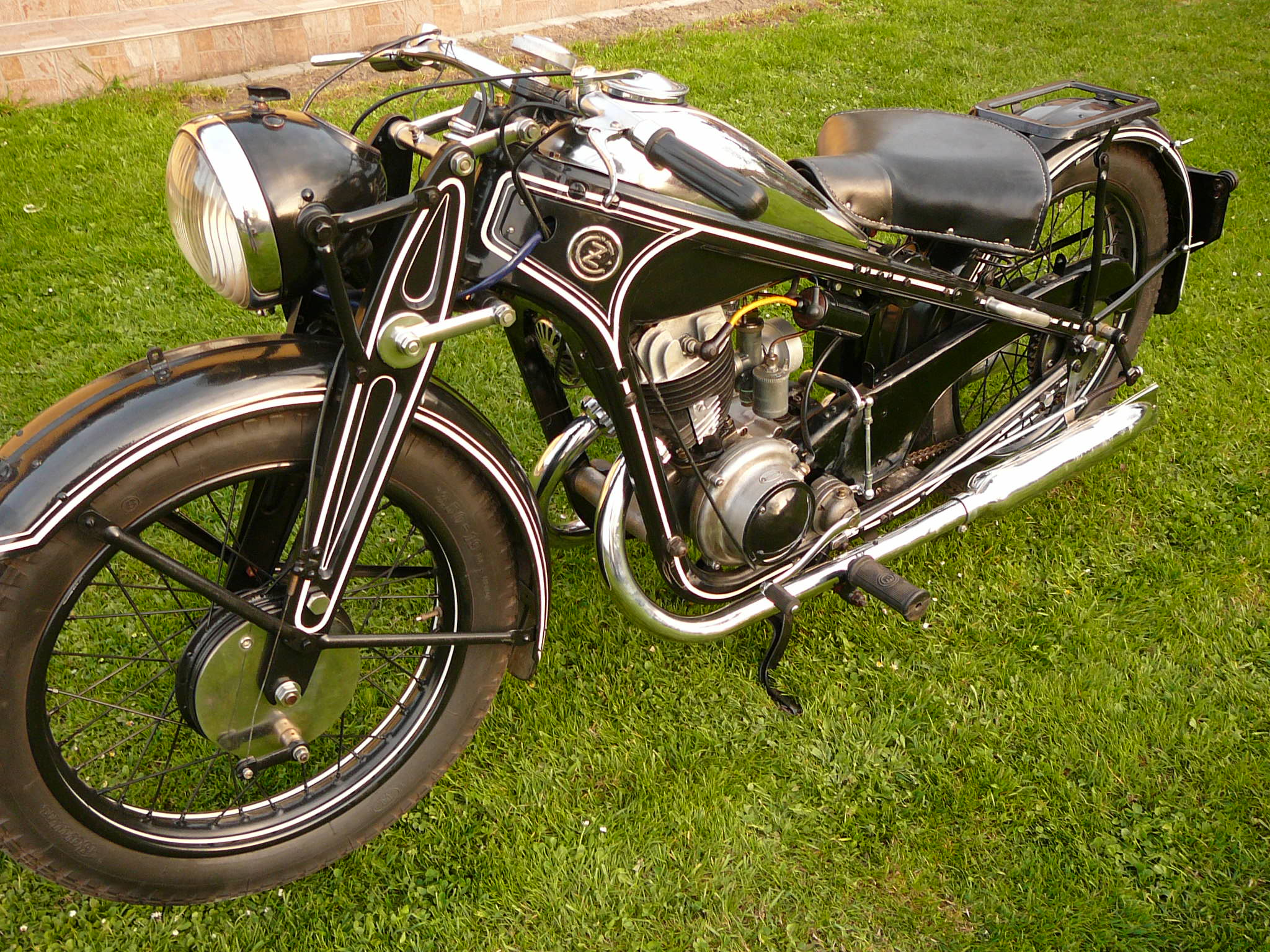
ČZ 350 Турист (1938)
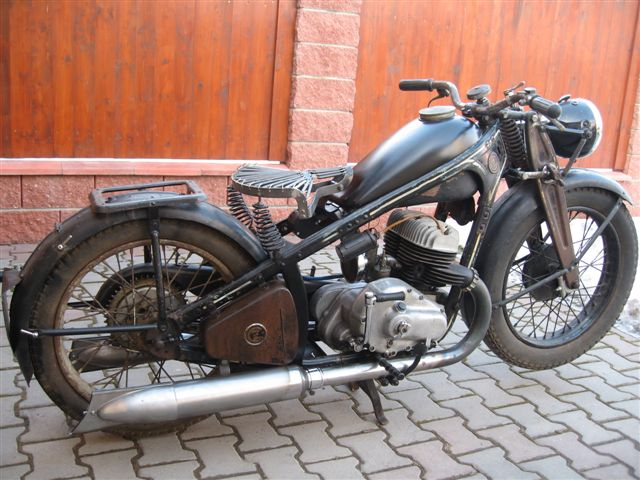
ČZ 500 (1938)
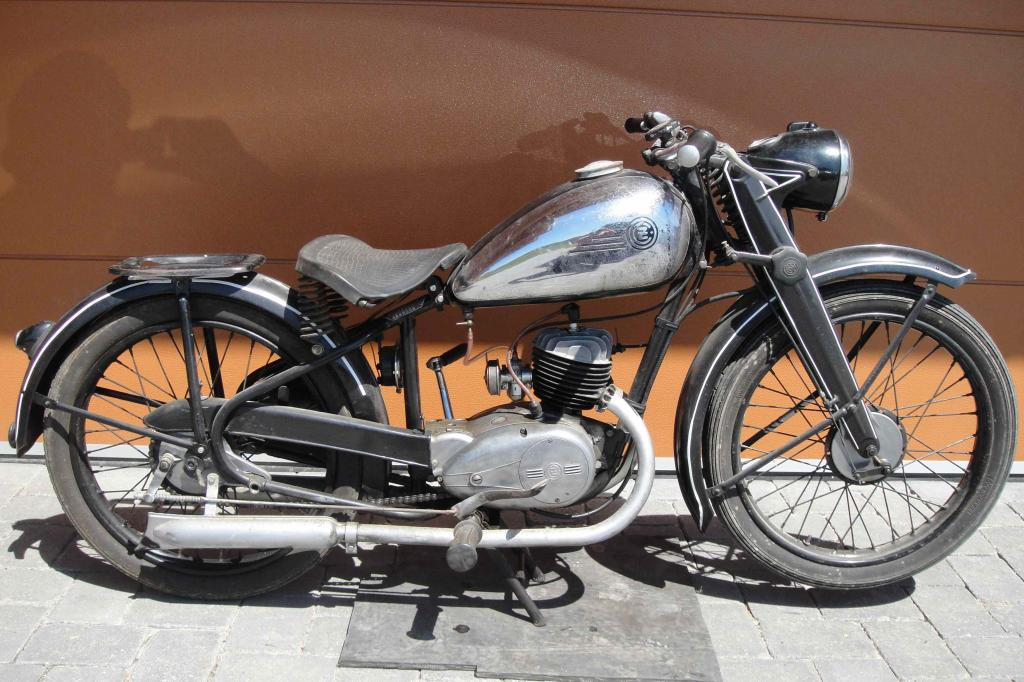
ČZ 125 B (1947)
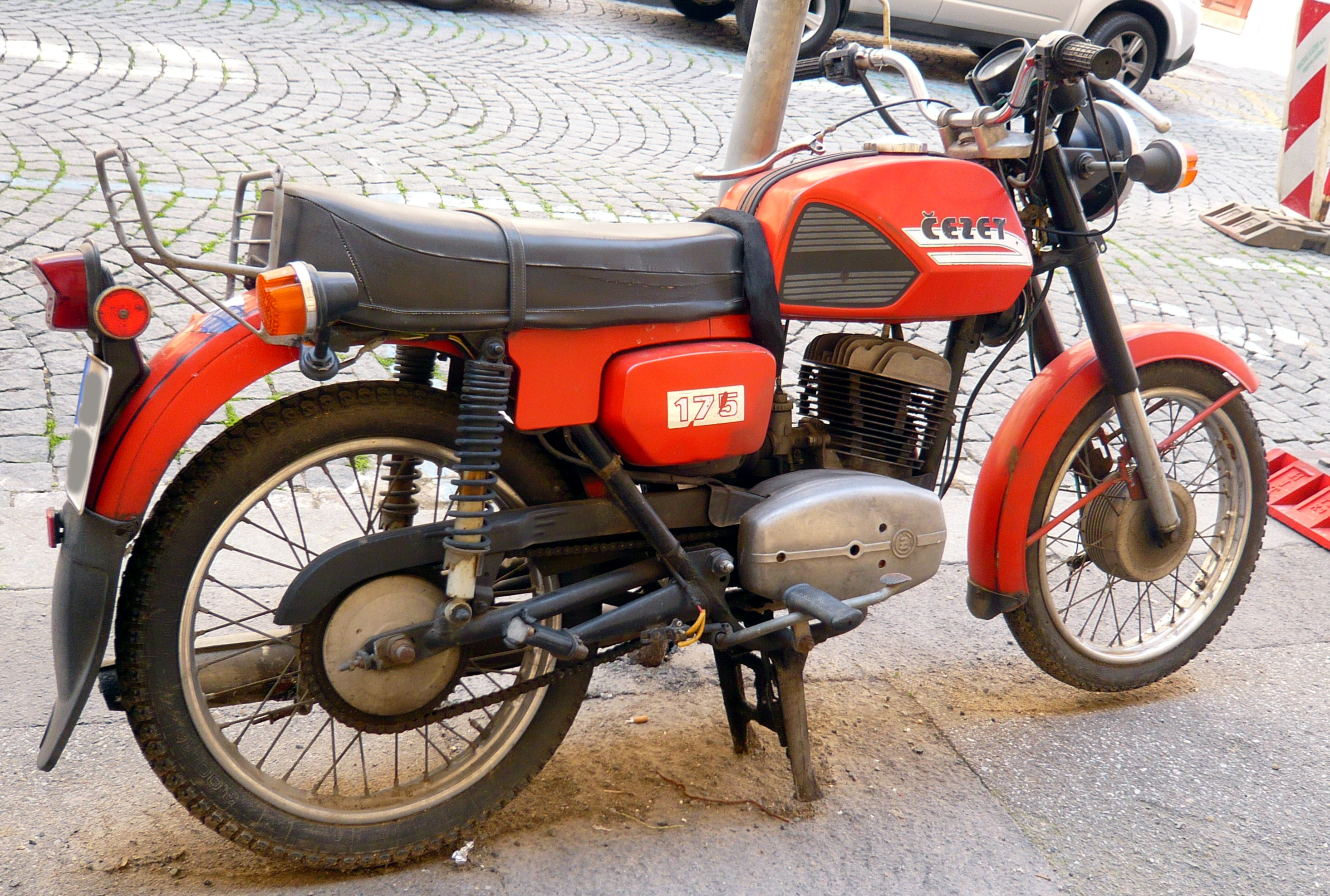
ČZ 175 тип 487
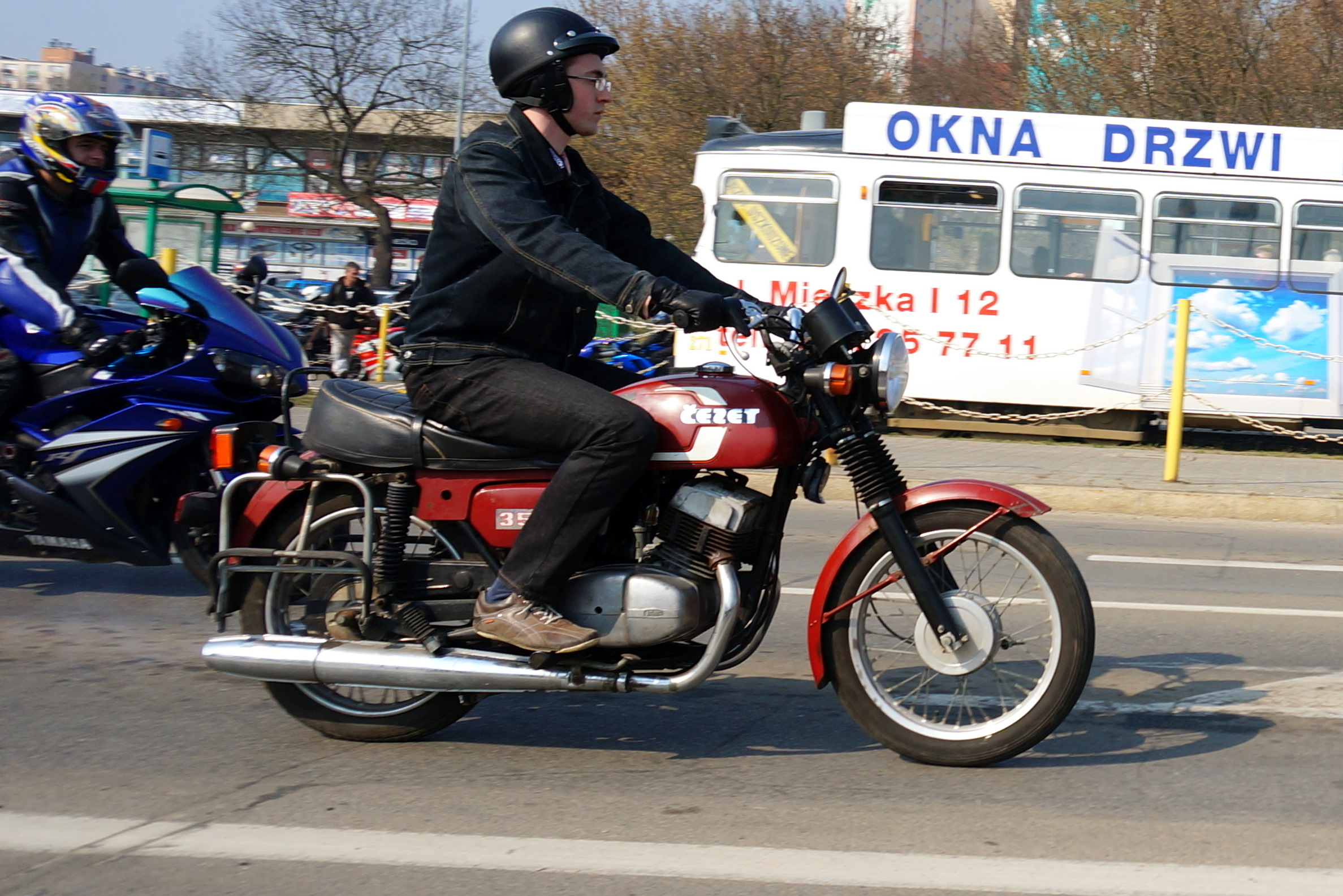
ČZ 350 тип 472
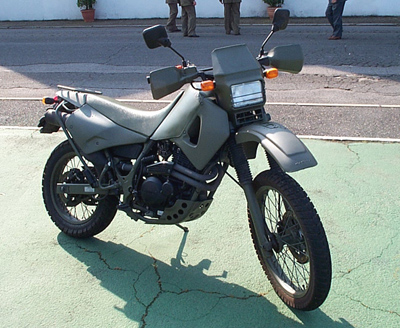
Cagiva W8
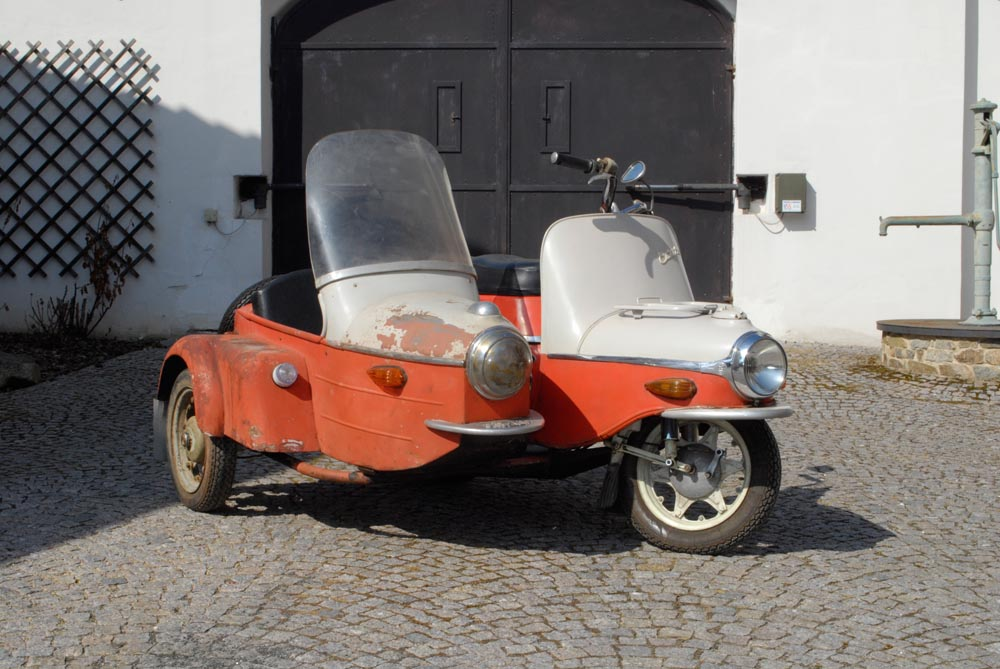
Čezeta 502 с коляской
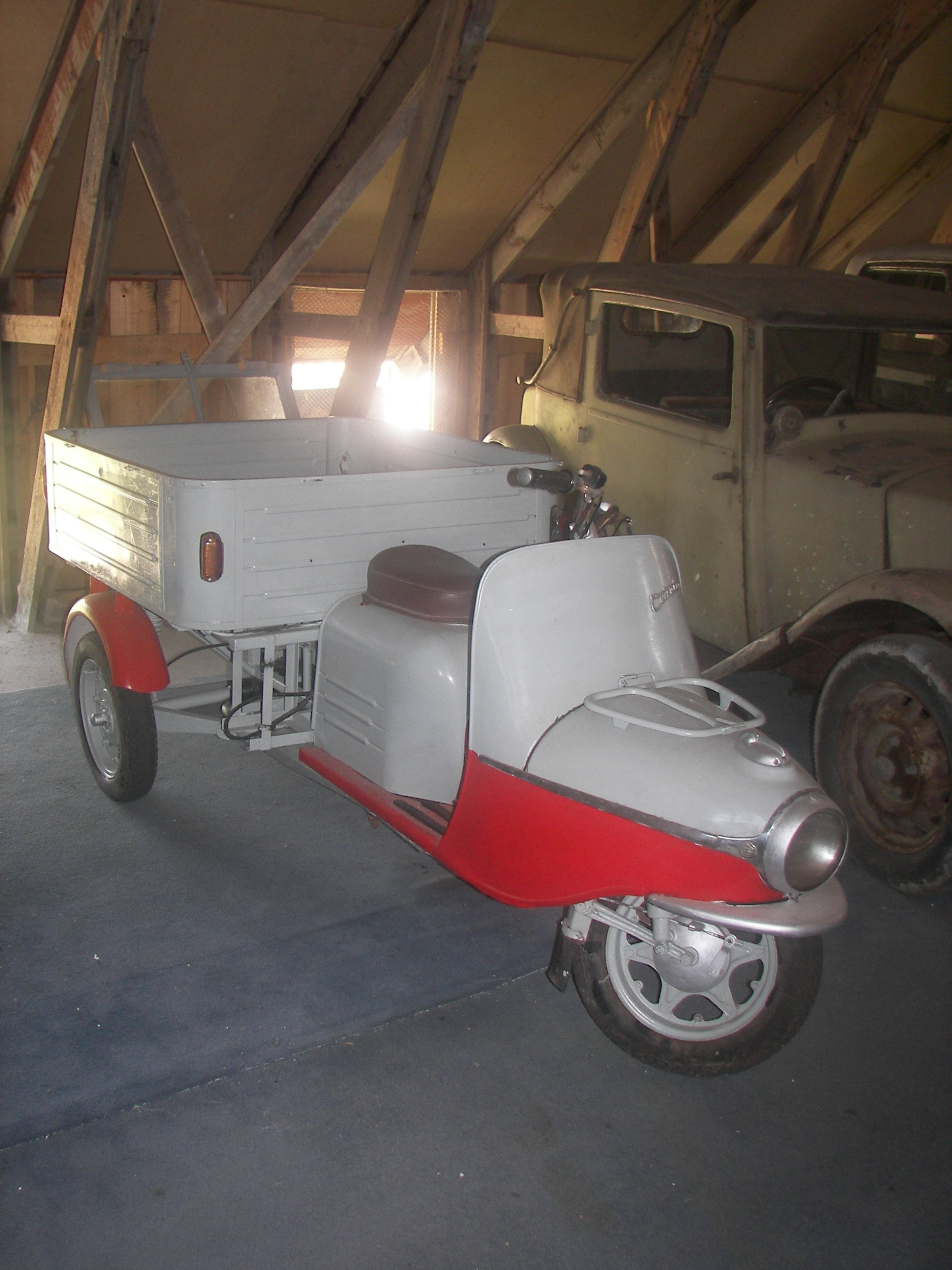
Cezeta 505
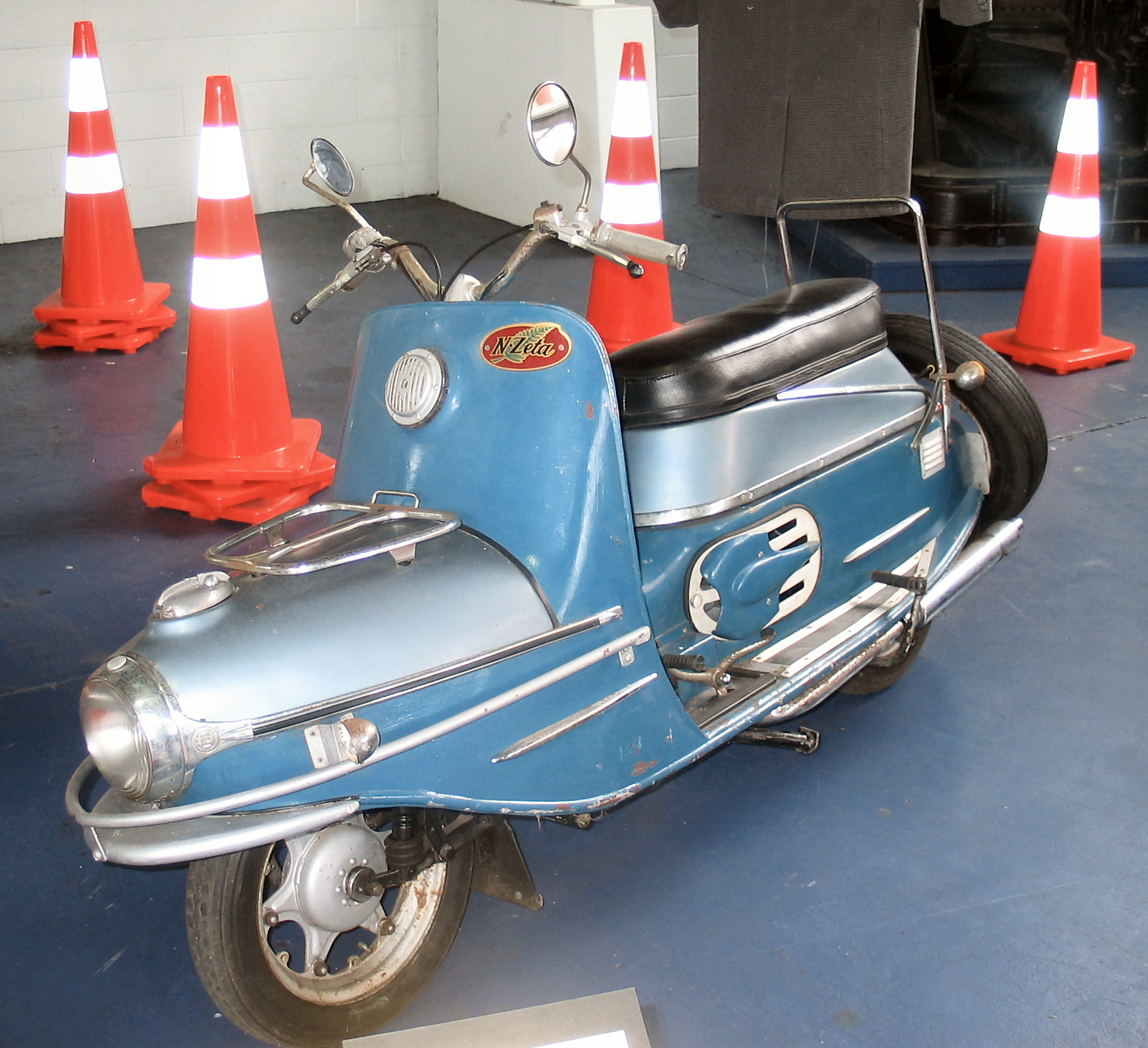
N-Zeta
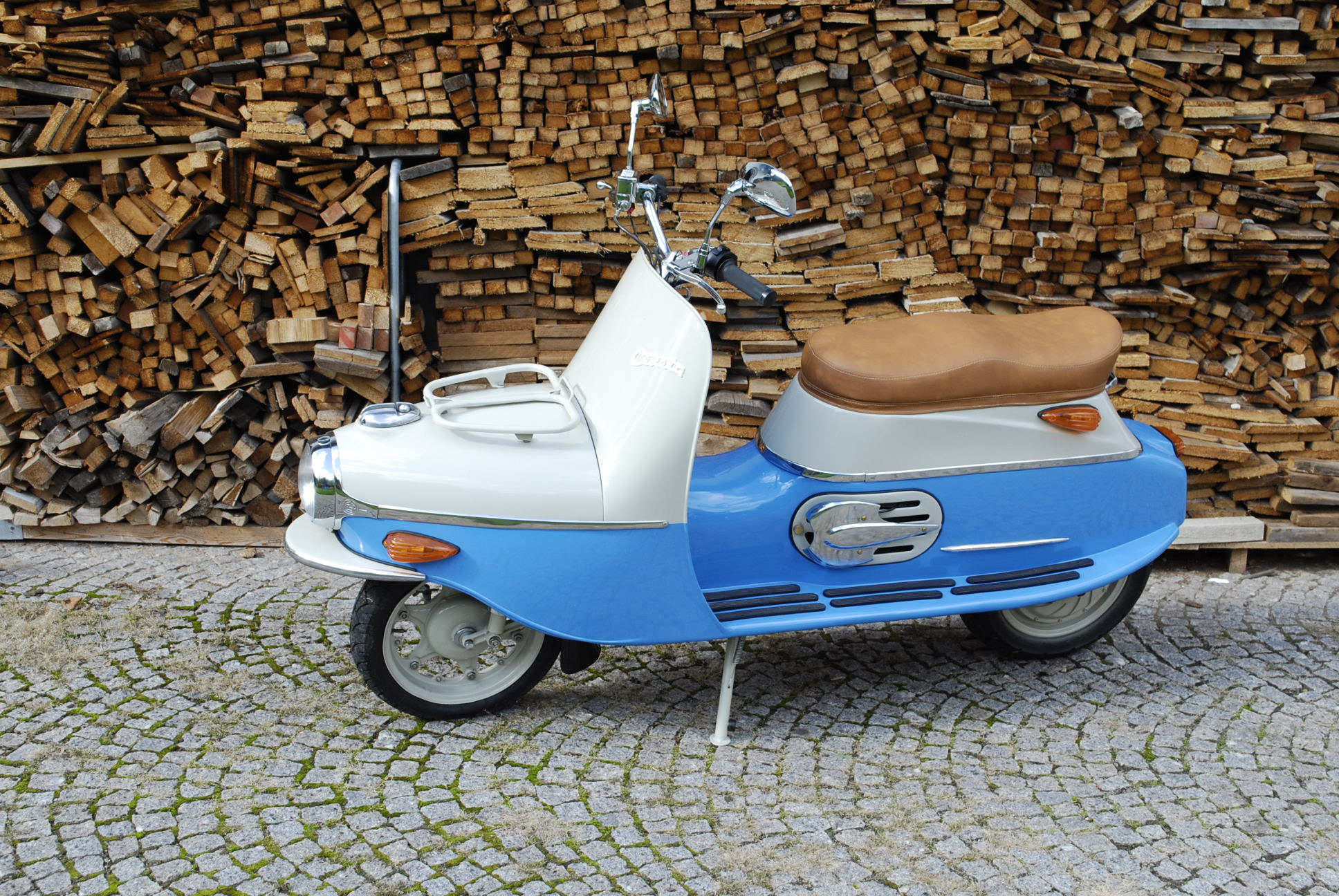
Čezeta 506